# Regentlövsalsfågel
Regentlövsalsfågel (Sericulus chrysocephalus) är en fågel i familjen lövsalsfåglar inom ordningen tättingar.

## Utbredning och systematik
Fågeln förekommer i östra Australien (Clarke Range, Queensland till Gosford, New South Wales). Den behandlas som monotypisk, det vill säga att den inte delas in i några underarter.

## Status och hot
Arten har ett stort utbredningsområde, men tros minska i antal, dock inte tillräckligt kraftigt för att den ska betraktas som hotad. Internationella naturvårdsunionen IUCN listar arten som livskraftig (LC).

## Bilder

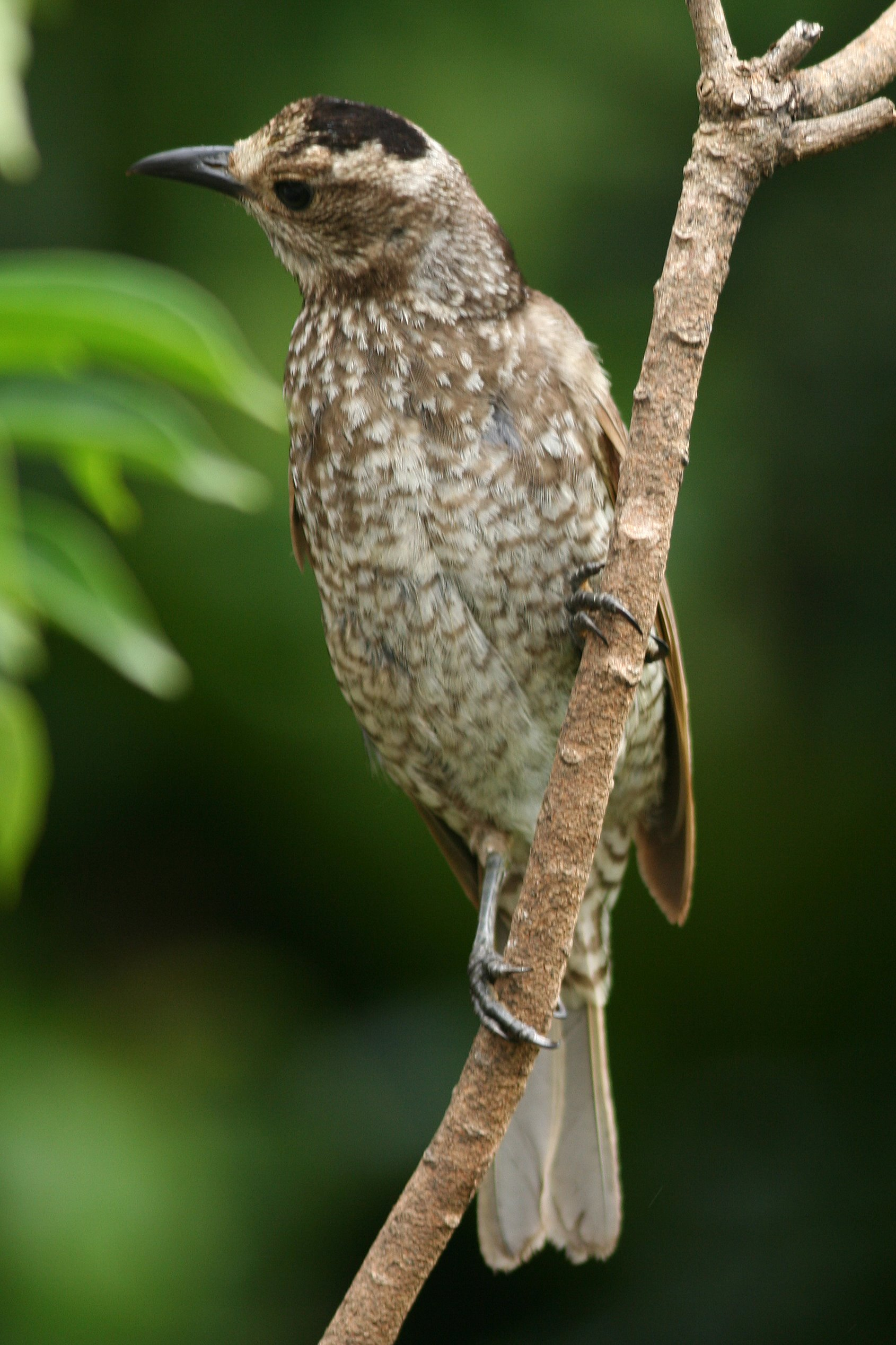
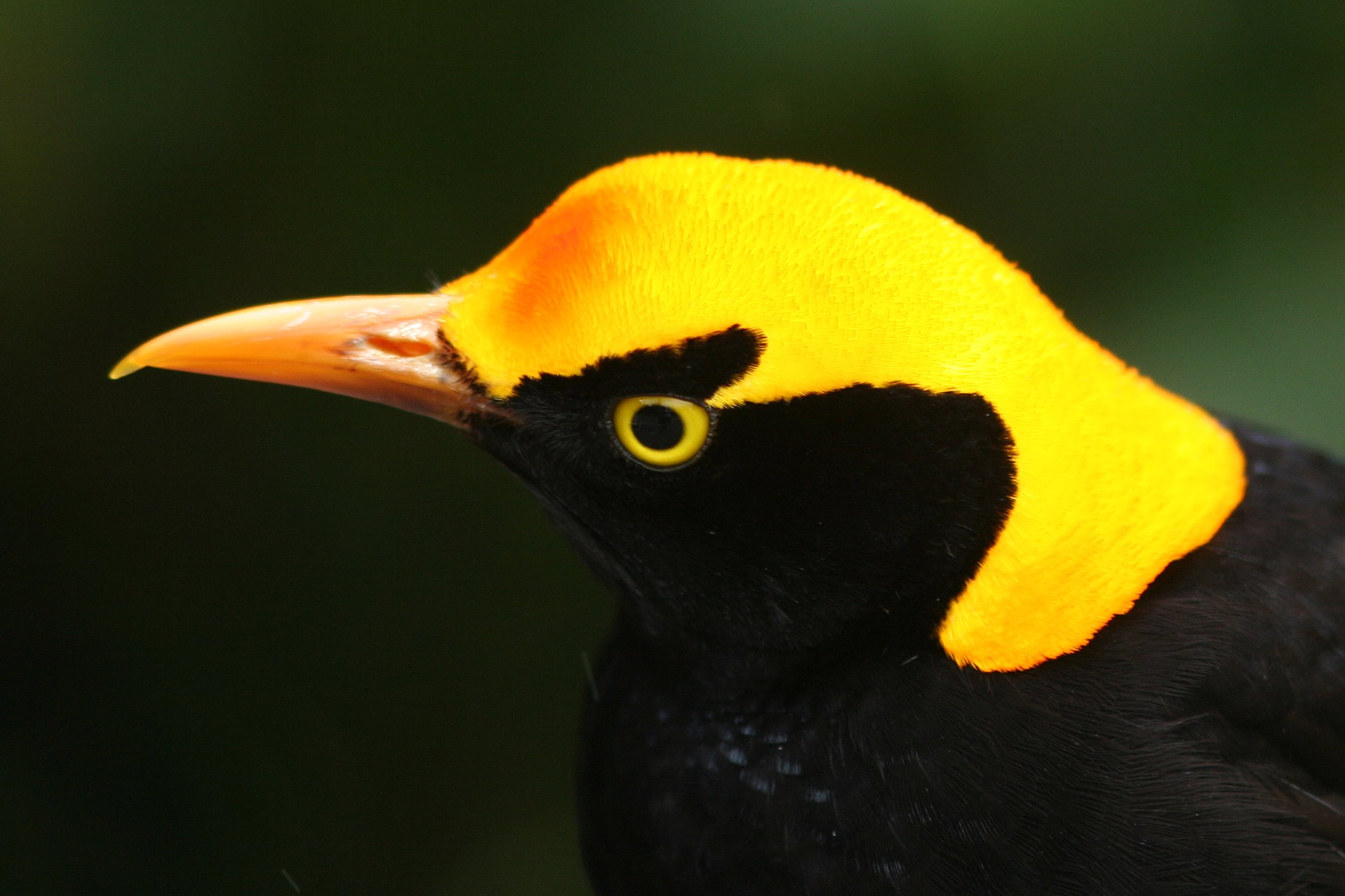